# Jeff Tambellini
Jeff Tambellini, född 13 april 1984 i Port Moody, British Columbia, Kanada, är en professionell ishockeyspelare som spelar för Djurgården Hockey i SHL. Han draftades 2003 av Los Angeles Kings men byttes den 8 mars 2006 tillsammans med Denis Grebeshkov ut mot Mark Parrish och Brent Sopel. Jeff är son till den forne NHL-spelaren Steve Tambellini.
Jeff Tambellini har spelat sammanlagt 242 NHL-matcher med klubbarna Los Angeles Kings, New York Islanders och Vancouver Canucks. Han har även representerat en rad AHL-klubbar. Inför Säsongen 2011/2012 blev han värvad till ZSC Lions i den schweiziska högstaligan Nationalliga A, för vilka han svarade för 70 poäng på 107 spelade matcher. Han blev 2013 kontrakterad av den svenska hockeyklubben MoDo och spelade där 45 matcher.
I januari 2015 skrev han på ett kontrakt med Växjö Lakers efter att ha spelat 28 matcher med Fribourg-Gottéron. Efter att ha vunnit SM-guld med Växjö skrev Tambellini på ett ettårigt tvåvägskontrakt med Tampa Bay Lightning den 5 juli 2015. Med 29 mål och 49 poäng under säsongen med Lightnings AHL-lag Syracuse Crunch blev han ligans tredje bästa målskytt. Sejouren i USA blev dock inte längre än en säsong utan den 10 juni 2016 återvände Tambellini till Sverige genom ett ettårskontrakt med Djurgården Hockey.